# 九龍巴士274P線

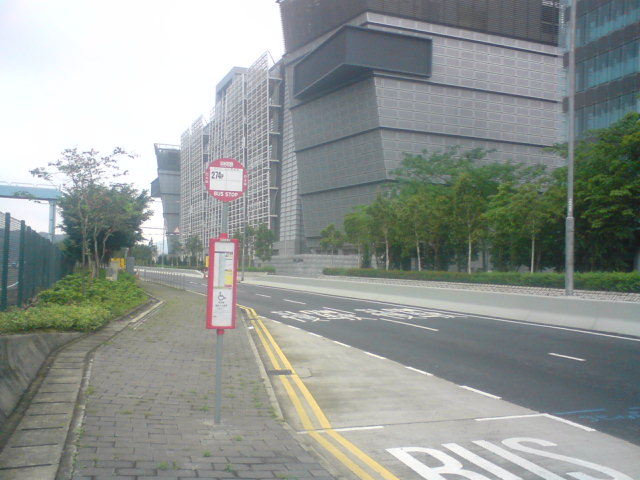
274P於創新路之分站

九龍巴士274P線是香港新界的一條繁忙時間巴士路線，來往烏溪沙站及大埔工業邨。

## 歷史
- 1998年3月10日：投入服務，初時總站為海柏花園，由於海柏花園總站的樓底高度問題，只能以單層巴士行走。本線是由283、284號線抽車行走。
- 2004年12月18日：總站延長至烏溪沙站。
- 2009年12月31日：為配合香港科學園第二及第三期發展，改經香港科學園，在大老山公路後改經澤祥街、科學園路、創新路後返回吐露港公路原有路線。
- 2010年4月12日：開車時間改為星期一至六07:20、07:40、07:55。
- 2015年9月5日：增設到站時間預報。[1]
- 2016年7月25日：增設星期一至五（公眾假期除外）下午由大埔工業邨單向返回烏溪沙站的回程服務。
- 2020年11月30日：
  - 來回增加馬料水公眾碼頭分站。[2]
  - 往烏溪沙方向增加創新路分站。[3]
- 2022年6月20日[4]：
  - 加強星期一至五服務，於07:15、07:30、07:45及08:00由烏溪沙站開出，以及17:35、17:50及18:05由大埔工業邨開出；
  - 調整星期六服務時間，於07:20、07:40及08:00由烏溪沙站開出。
- 2024年3月18日：提升至每日繁忙時間雙向服務。由烏溪沙站開出之班次服務時間為每日 07:15 - 09:00、16:00、17:00，由大埔工業邨開出之班次服務時間為每日06:30、07:20、17:35 - 19:00。[5]
- 2025年7月7日：延長上午由烏溪沙站開出時間，服務時間為星期一至五07:00至10:15，星期六、日及假期07:15至10:15，同時調整每日下午開出時間為16:15及17:15；每日上午由大埔工業邨開出班次減至一班，開出時間為07:00，同時每日下午開出班次增至九班，服務時間為17:00至20:00。

## 服務時間及班次
| 烏溪沙站開           | 烏溪沙站開   | 烏溪沙站開   | 大埔工業邨開         | 大埔工業邨開 | 大埔工業邨開 |
| 日期                 | 服務時間     | 班次（分鐘） | 日期                 | 服務時間     | 班次（分鐘） |
| -------------------- | ------------ | ------------ | -------------------- | ------------ | ------------ |
| 星期一至五           | 07:00－07:45 | 15           | 星期一至五           | 07:00        | 07:00        |
| 星期一至五           | 07:45－08:45 | 20           | 星期一至五           | 17:00－18:00 | 15           |
| 星期一至五           | 08:45－10:15 | 30           | 星期一至五           | 18:00－20:00 | 30           |
| 星期一至五           | 16:15、17:15 |              |                      |              |              |
| 星期六、日及公眾假期 | 07:15－09:15 | 20           | 星期六、日及公眾假期 | 07:00        | 07:00        |
| 星期六、日及公眾假期 | 09:15－10:15 | 30           | 星期六、日及公眾假期 | 17:00－19:00 | 20           |
| 星期六、日及公眾假期 | 16:15、17:15 | 16:15、17:15 | 星期六、日及公眾假期 | 19:00－20:00 | 30           |

## 收費
全程：$8.7
- 王肇枝中學往大埔工業邨：$5.2

| - 本線設有12歲以下小童及65歲或以上長者半價優惠。 - 65歲或以上香港居民使用「樂悠咭」，以及12歲以下合資格殘疾兒童使用「殘疾人士身份」個人八達通繳付車資，均可享有每程$2.0或半價（以較低者為準）的票價優惠；12至64歲合資格殘疾人士使用「殘疾人士身份」個人八達通（包括「樂悠咭」），以及60至64歲香港居民使用「樂悠咭」繳付車資，均可享有每程$2.0或全費（以較低者為準）的票價優惠。 - 65歲或以上長者如使用長者或一般個人八達通繳付車資，則只可享有半價優惠；12至64歲合資格殘疾人士如不使用「殘疾人士身份」個人八達通，以及60至64歲人士如不使用「樂悠咭」繳付車資，必須繳付全費。 - 乘客可以現金或八達通於上車時付款，不設找續。 - 每位成人乘客可免費攜帶最多兩名4歲以下而不佔座位的兒童乘客乘車，超額之4歲以下小童必須繳付小童車費乘車。 - 持有「九巴月票」之乘客在車票有效期內，每日可享最多10程任何九龍巴士及龍運巴士路線（包括本路線，以及聯營路線的九龍巴士／龍運巴士提供的班次；惟乘搭機場「A」及「NA」線則可享原價二七折優惠（不會計算每天10次合資格車程））；而B1線則每日可享最多各2程（不會計算每天10次合資格車程）。 - 九龍巴士、城巴、龍運巴士及陽光巴士全職員工及家屬（不包括外判職員）可免費乘搭本路線，惟必須拍職員或職員家屬八達通。 - 乘客亦可透過多元化電子支付系統（e度嘟）繳付車資，包括使用非接觸式VISA卡、JCB卡、萬事達卡、銀聯卡、美國運通、大來國際、Discover Card、Apple Pay、Google Pay、Samsung Pay、AlipayHK「易乘碼」、支付寶、WeChatHK／微信支付「搭車碼」、銀聯雲閃付「乘車碼」及BOC Pay「乘車碼」。乘客使用此付款方式，使用此支付方式的乘客可享有中途下車之分段收費，以及與其他九巴／龍運獨營路線或聯營線九巴／龍運班次之轉乘優惠，惟不適用於與非九巴／龍運路線之轉乘優惠，亦不能享有「公共交通費用補貼計劃」及「長者及合資格殘疾人士公共交通票價優惠計劃」。 |

## 使用車輛
本線由73X、74X、83X及87K線抽調車輛。

## 行車路線
烏溪沙站開經：沙安街、西沙路、恆康街、馬鞍山路、大老山公路、澤祥街、科學園路、創新路、天橋、吐露港公路、大埔公路—元洲仔段、廣福道、寶鄉街、寶鄉橋、大埔太和路、汀角路、大發街、大宏街、大富街及大昌街。
大埔工業邨開經：大貴街、大昌街、大發街、汀角路、大埔太和路、寶鄉橋、寶鄉街、廣福道、大埔公路—元洲仔段、吐露港公路、創新路、科學園路、瑞祥街、大老山公路、馬鞍山路、恆康街、西沙路及沙安街。

### 沿線車站

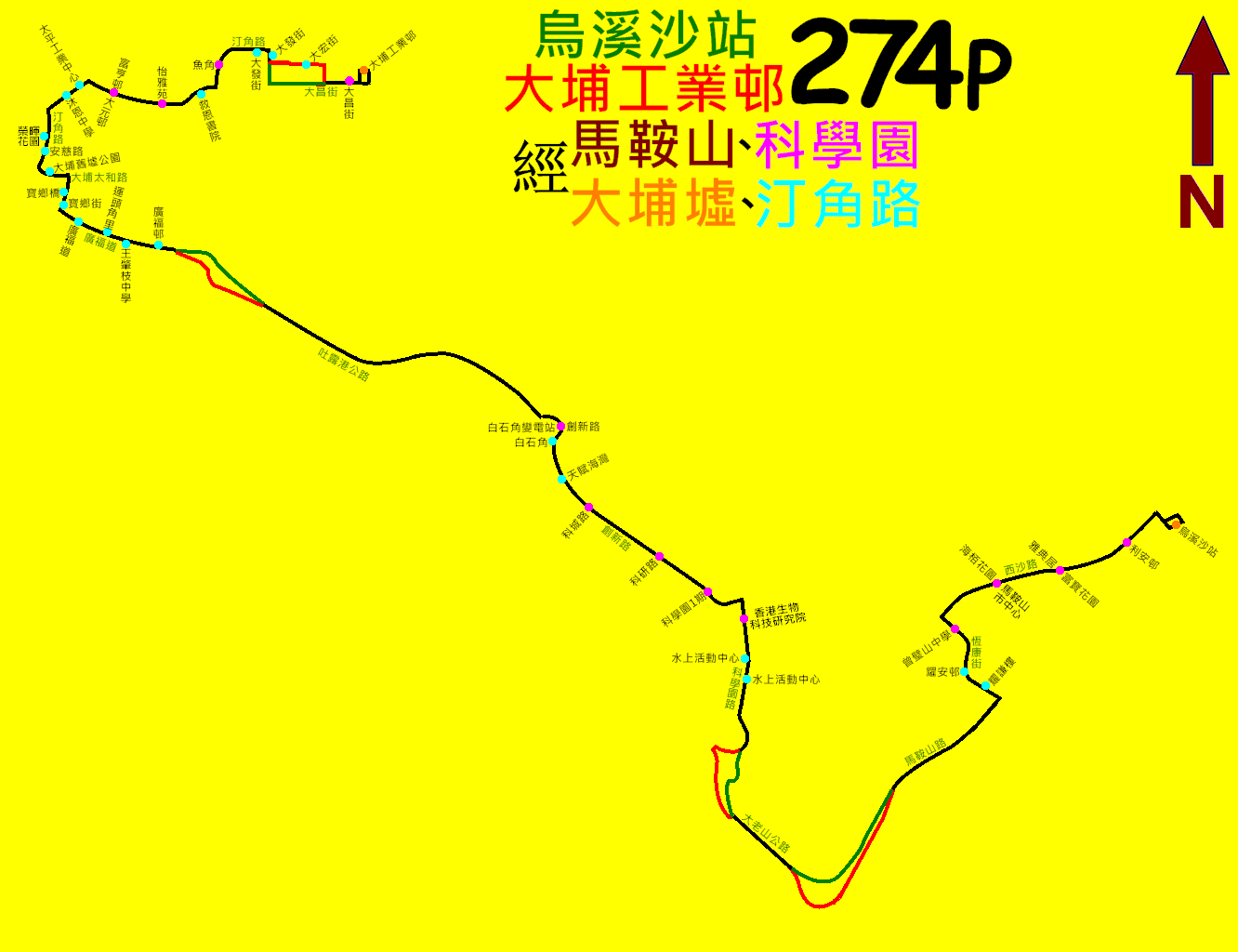
此線的走線圖

| 烏溪沙站開 | 烏溪沙站開         | 烏溪沙站開             | 大埔工業邨開 | 大埔工業邨開       | 大埔工業邨開           |
| 序號       | 車站名稱           | 位置                   | 序號         | 車站名稱           | 位置                   |
| ---------- | ------------------ | ---------------------- | ------------ | ------------------ | ---------------------- |
| 1          | 烏溪沙站巴士總站   | 烏溪沙站公共運輸交匯處 | 1            | 大埔工業邨巴士總站 | 大埔工業邨巴士總站     |
| 2          | 利安邨             | 西沙路                 | 2            | 大昌街             | 大昌街                 |
| 3          | 烏溪沙新村         | 西沙路                 | 3            | 大發街             | 汀角路                 |
| 4          | 富寶花園           | 西沙路                 | 4            | 魚角               | 汀角路                 |
| 5          | 馬鞍山市中心       | 西沙路                 | 5            | 救恩書院           | 汀角路                 |
| 6          | 馬鞍山運動場       | 恆康街                 | 6            | 怡雅苑             | 汀角路                 |
| 7          | 耀安邨耀謙樓       | 恆康街                 | 7            | 大元邨             | 汀角路                 |
| 8          | 馬料水公眾碼頭     | 科學園路               | 8            | 沐恩中學           | 汀角路                 |
| 9          | 水上活動中心       | 科學園路               | 9            | 安慈路             | 汀角路                 |
| 10         | 香港生物科技研究院 | 科學園路               | 10           | 大埔舊墟公園       | 大埔太和路             |
| 11         | 科學園（第一期）   | 創新路                 | 11           | 寶鄉街             | 寶鄉街                 |
| 12         | 科研路             | 創新路                 | 12           | 運頭角里           | 廣福道                 |
| 13         | 雲滙               | 創新路                 | 13           | 廣福邨             | 大埔公路—元洲仔段      |
| 14         | 白石角             | 創新路                 | 14           | 白石角變電站       | 創新路                 |
| 15         | 白石角變電站       | 創新路                 | 15           | 天賦海灣           | 創新路                 |
| 16         | 王肇枝中學         | 廣福道                 | 16           | 雲滙               | 創新路                 |
| 17         | 廣福道             | 廣福道                 | 17           | 創新路             | 創新路                 |
| 18         | 寶鄉橋             | 寶鄉街                 | 18           | 科研路             | 創新路                 |
| 19         | 榮暉花園           | 汀角路                 | 19           | 科學園（第一期）   | 創新路                 |
| 20         | 太平工業中心       | 汀角路                 | 20           | 香港生物科技研究院 | 科學園路               |
| 21         | 富亨邨             | 汀角路                 | 20           | 水上活動中心       | 科學園路               |
| 22         | 怡雅苑             | 汀角路                 | 21           | 馬料水公眾碼頭     | 科學園路               |
| 23         | 魚角               | 汀角路                 | 22           | 耀安邨             | 恆康街                 |
| 24         | 大發街             | 大發街                 | 23           | 馬鞍山運動場       | 恆康街                 |
| 25         | 大宏街             | 大宏街                 | 24           | 海栢花園           | 西沙路                 |
| 26         | 大昌街             | 大昌街                 | 25           | 雅典居             | 西沙路                 |
| 27         | 大埔工業邨巴士總站 | 大埔工業邨巴士總站     | 26           | 利安邨             | 西沙路                 |
|            |                    |                        | 27           | 烏溪沙站巴士總站   | 烏溪沙站公共運輸交匯處 |

## 外部連結
- 九巴274P線—九龍巴士 （页面存档备份，存于）